# Unreal Engine 5
Unreal Engine 5 (UE5) — це найновіша версія рушія Unreal Engine, розробленого компанією Epic Games. Її було представлено у травні 2020 року, а офіційний реліз відбувся у квітні 2022-го. Unreal Engine 5 має низку покращень і нових функцій, серед яких Nanite — система, що автоматично регулює рівень деталізації 3D-моделей, та Lumen — система динамічного глобального освітлення та відбиттів, яка використовує як програмне, так і апаратно прискорене трасування променів.

## Історія
Unreal Engine 5 було анонсовано 13 травня 2020 року з підтримкою всіх платформ, що могли працювати з Unreal Engine 4, зокрема PlayStation 5 та Xbox Series X/S. Рушій став доступним у ранньому доступі 26 травня 2021 року, а офіційний реліз для розробників відбувся 5 квітня 2022 року.
Epic Games співпрацювала з компанією Sony для оптимізації Unreal Engine 5 під PlayStation 5. Щоб продемонструвати зручність використання рушія, обидві компанії створили демонстраційний проєкт під назвою «Lumen in the Land of Nanite» для PlayStation 5. У цій демоверсії гравець міг досліджувати фотореалістичну печеру. Демонстрація була представлена під час анонсу рушія у травні 2020 року та використовувала технології Nanite, Lumen і ресурси з бібліотеки Quixel. Epic також підтвердила, що Xbox Series X/S матиме повну підтримку Unreal Engine 5.
Epic використовувала свою гру Fortnite як полігон для тестування Unreal Engine 5. Гру оновили до Unreal Engine 5 у грудні 2021 року. Незабаром після цього Epic випустила The Matrix Awakens — демонстраційну гру для промоції фільму «Матриця: Воскресіння» (2021 року), щоб показати можливості Unreal Engine 5 та інших технологій (зокрема MetaHuman Creator).
Unreal Engine 5 став доступним для завантаження у квітні 2022 року. До нього увійшов оновлений Unreal Editor з новими інструментами для анімації та моделювання. Деякі з перших великих ігор, що повністю використовують новий рушій, вийшли у 2023 році. Серед них — ремейк Layers of Fear, Remnant 2 та Immortals of Aveum.

Система печер у демонстрації Unreal Engine 5 «Lumen in the Land of Nanite» була створена з використанням реальних фотограмметричних активів, імпортованих у рушій Nanite, а не деталізована вручну.

## Особливості

### Nanite
Однією з головних особливостей Unreal Engine 5 є Nanite — система віртуалізованої геометрії, яка дозволяє розробникам використовувати фотограмметрію та інші високодеталізовані 3D-моделі у своїх іграх без значного впливу на продуктивність. Раніше художники мали створювати кілька моделей для різних рівнів деталізації (LoD) і додатково генерувати нормалі для дрібних деталей. Nanite автоматично керує рівнями деталізації, динамічно масштабуючи моделі залежно від відстані до камери, роздільної здатності екрана та вимог продуктивності. Вона використовує ієрархічну структуру, що дозволяє різним частинам однієї моделі відображатися з різною деталізацією. Nanite сумісна з багатьма форматами 3D-моделей, зокрема з ZBrush-скульптурами та CAD-моделями, що дає змогу розробникам імпортувати активи кінематографічної якості без ручної оптимізації. За словами Браяна Каріса з Epic Games, однією з ключових інновацій Nanite є можливість автоматично й безшовно з’єднувати краї між різними рівнями деталізації, що усуває появу щілин на межах. У початковому релізі Nanite підтримувала лише статичні 3D-моделі.
Unreal Engine 5 також використовує швидкі твердотільні накопичувачі у консолях нового покоління для потокового завантаження активів у пам’ять у міру потреби. CEO Epic Games Тім Суїні підкреслював, що завдяки такій швидкості зберігання розробники можуть «завантажувати геометрію гри та відображати її, навіть якщо все не поміщається в пам’яті», що усуває традиційні екрани завантаження та дозволяє безшовно перемикатися між різними рівнями деталізації, коли об’єкти наближаються до гравця. Крім того, UE5 пропонує інструмент для поділу великих карт на менші частини під назвою World Partition, що зменшує обсяг рівня, який необхідно завантажувати.

### Lumen
Lumen — це система динамічного глобального освітлення та відбиттів з трасуванням променів, яка може реагувати на зміни сцени та освітлення в реальному часі. Вона усуває потребу в попередньо розрахованих картах освітлення для сцени та дозволяє автоматично регулювати світло, відбиття та тіні. Lumen підтримує як програмне, так і апаратне трасування променів. Опція програмного трасування променів, що використовує Mesh Distance Fields, оптимізована для широкого спектра пристроїв і забезпечує швидке перетинання променів ціною меншої точності. Апаратне трасування променів забезпечує вищу точність і підтримує додаткові типи геометрії, зокрема деформовані (skinned) моделі. Lumen також має систему Surface Cache, що зменшує обчислювальні витрати для розрахунку освітлення. Якщо Lumen вимкнено, рушій за замовчуванням використовує Signed Distance Field Ambient Occlusion як менш деталізоване рішення для освітлення.

### Virtual Shadow Maps
Virtual Shadow Maps — ще одна технологія, додана в Unreal Engine 5, яку описують як «новий метод побудови тіней, що забезпечує стабільне, високодеталізоване затінення для активів кінематографічної якості та великих, динамічно освітлених відкритих світів». Virtual Shadow Maps відрізняється від звичайної реалізації тіней завдяки високій роздільній здатності, більш деталізованим тіням і відсутності проблем з каскадами тіней та різкими змінами деталізації (pop-in), які характерні для традиційних методів.

### Інші функції
UE5 використовує Niagara для симуляції рідин і динаміки частинок, а також власний фізичний рушій Chaos замість PhysX. Починаючи з версії UE5.2, рушій отримав нову систему створення матеріалів під назвою Substrate, що пропонує більш гнучке та модульне налаштування матеріалів.
Додаткові можливості Unreal Engine 5 з’явилися завдяки придбанням і партнерствам Epic. Технологія віртуалізованої геометрії Nanite дозволяє Epic використовувати переваги попереднього придбання Quixel — найбільшої у світі бібліотеки фотограмметрії станом на 2019 рік. MetaHuman Creator — це проєкт, створений на основі технологій трьох компаній, які Epic придбала: 3Lateral, Cubic Motion і Quixel. Він дозволяє розробникам швидко створювати реалістичних персонажів-людей, яких потім можна експортувати для використання в Unreal.
У партнерстві з компанією Cesium Epic планує запропонувати безплатний плагін для надання 3D-геопросторових даних користувачам Unreal, що дозволить відтворювати будь-яку ділянку картографованої поверхні Землі. Epic також включить RealityCapture — продукт, який вона отримала разом із придбанням компанії Capturing Reality; цей інструмент може створювати 3D-моделі будь-яких об’єктів за колекцією фотографій, зроблених з різних ракурсів, а також різні проміжні інструменти (middleware), які пропонує Epic Games Tools.
Починаючи з версії UE 5.5, Epic Games додала шар, що полегшує внутрішню підтримку WebRTC, завдяки чому плагін Pixel Streaming 2 почав постачатися разом з Unreal Engine.

## Сприйняття
UE5 отримав визнання за те, що дозволяє розробникам створювати ігри з використанням активів високої деталізації завдяки Nanite та з більш реалістичним освітленням завдяки Lumen. Ігрові медіа відзначали UE5 за його застосування у низці ігор з 2023 по 2025 рік, серед яких Black Myth: Wukong, Remnant 2, Senua's Saga: Hellblade II та Avowed. Також рушій хвалили за те, що він дозволяє невеликим інді та AA-студіям досягати графічної якості, подібної до великих студій. Наприклад, високо оцінена критиками гра Clair Obscur: Expedition 33 від Sandfall Interactive, що вийшла у квітні 2025 року як дебютна гра студії, використовувала багато функцій, зокрема Lumen, Nanite та MetaHuman, що допомогло зосередити розробку на елементах, які найбільше впливають на досвід гравця.
Водночас UE5 звинувачують у певних видах проблем з продуктивністю, зокрема у статерах (мікрофрізи) під час компіляції шейдерів та статерах при переміщенні (стрибки часу кадру, що виникають, коли дії гравця змушують завантажувати більше об'єктів у грі). Хоча не всі ігри на UE5 демонструють ці проблеми в однаковій мірі. Крім того, використання тимчасового згладжування (temporal anti-aliasing), яке увімкнене за замовчуванням, у деяких випадках може призводити до розмиття зображення. Epic Games визнала проблему з компіляцією шейдерів і створила нову систему, щоб краще визначати, які шейдери потрібно попередньо компілювати. Тим часом CD Projekt працює над власною системою покращеного завантаження об'єктів для The Witcher IV, частину якої можуть інтегрувати й у сам Unreal Engine.

## Ліцензування
Unreal Engine 5 зберіг модель роялті, запроваджену ще в Unreal Engine 4: розробники мають сплачувати 5% від валового доходу компанії на користь Epic Games, проте ця комісія не стягується з продажів, здійснених через Epic Games Store (EGS). Крім того, разом із анонсом Unreal Engine 5 Epic оголосила, що не стягуватиме комісію з ігор, які використовують будь-яку версію Unreal Engine, на перші 1 мільйон доларів США валового доходу, починаючи з 1 січня 2020 року (зворотна сила). У жовтні 2024 року Epic знизила роялті до 3,5% із продажів ігор поза EGS за умови, що гру також буде розміщено в EGS. Вихідний код Unreal Engine 5 доступний на GitHub.
У квітні 2024 року Epic анонсувала модель ліцензування за кількістю робочих місць (per-seat licensing) для комерційного використання рушія поза ігровою індустрією, наприклад, у кіно- та телевиробництві, якщо дохід компанії перевищує 1 мільйон доларів США. Вартість одного робочого місця складає $1850 на рік.

## Ігри на Unreal Engine 5
- Див. Ігри на Unreal Engine 5